# آرمسترانگ ورلد
آرمسترانگ ورلد (انگلیسی: Armstrong World) شرکت مصالح ساختمانی آمریکایی است، که در سال ۱۸۶۰ تأسیس شد.